# Звукова плата

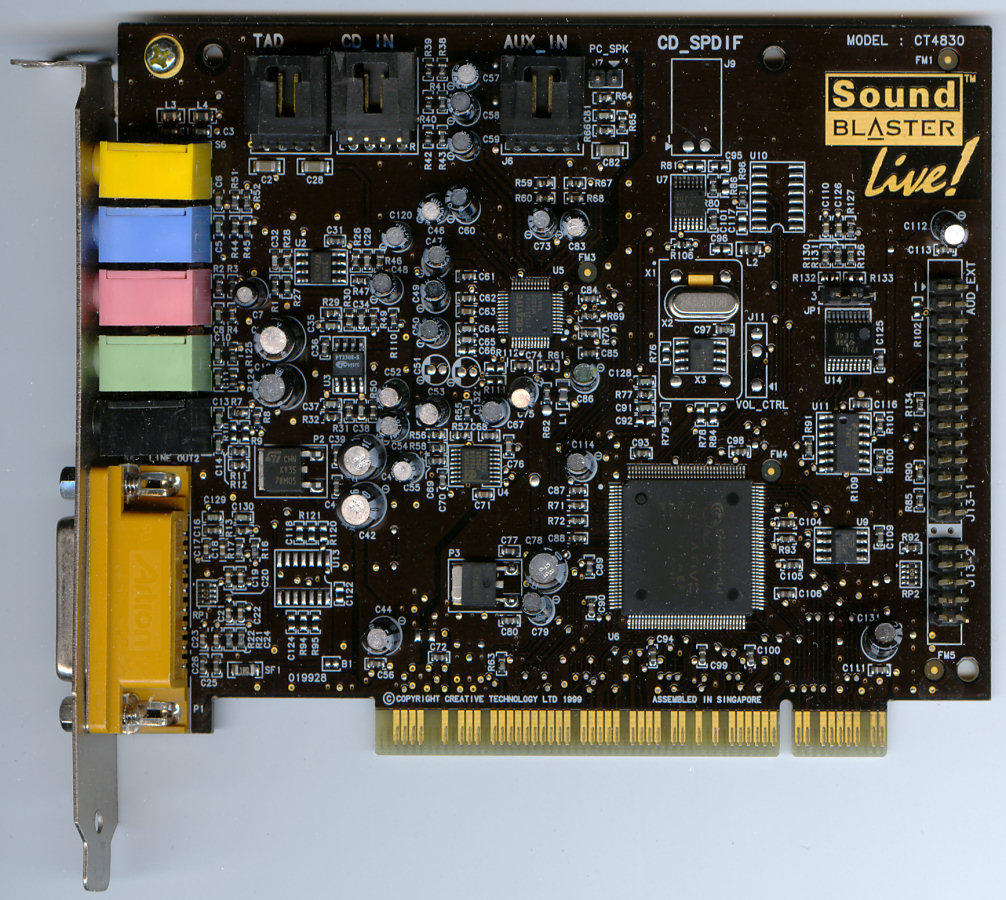
Звукова карта Creative Labs Sound Blaster Live!

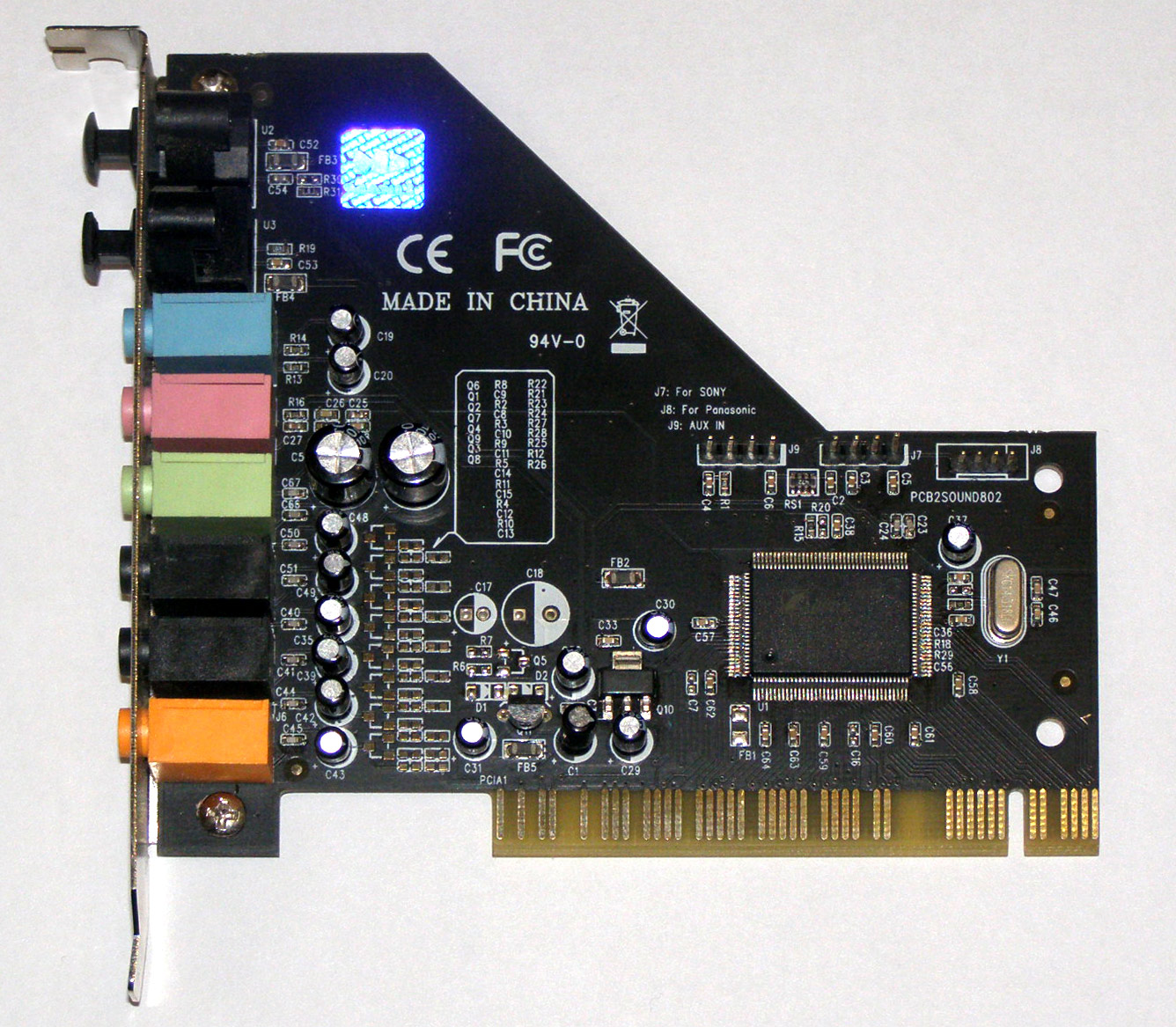
Дешева звукова плата C-Media з оптичним входом та виходом.

Звукова́ пла́та (також звукова карта, аудіоплата, аудіокарта, звуковий контролер, аудіоконтролер) (англ. sound card) — електротехнічний пристрій, що дозволяє працювати зі звуком на комп'ютері (виводити на акустичні системи та записувати в комп'ютер).

## Історичний нарис
Оскільки IBM-PC проектувалася не як мультимедійна машина, а інструмент для рішення наукових і ділових завдань, звукова плата на ньому не була передбачена. Єдиний звук, що видавав комп'ютер — був звук вбудованого динаміка, що повідомляв про несправності.
В 1988 році фірма Creative Labs випустила пристрій Creative Music System (С/MS, пізніше також продавалася за назвою Game Blaster) на основі двох мікросхем звукогенератора Philips SAA 1099, кожна з яких могла відтворювати по 6 голосів одночасно. Приблизно в цей же час, AdLib випустила свою карту, однойменну з назвою фірми, на основі мікросхеми YM3812 фірми Yamaha. Цей синтезатор для генерації звуку використав принцип частотної модуляції (FM, frequency modulation).
Незабаром Creative випустили карту на тій же мікросхемі, повністю сумісну з AdLib, але переважаючу її за якістю звучання. Ця плата стала основою стандарту Sound Blaster, який у 1991 році Microsoft включила в стандарт Multimedia PC (MPC). Однак ці карти мали ряд недоліків: штучне звучання інструментів і більші обсяги файлів, одна хвилина якості AUDI-CD займала порядку 10 Мегабайт.
Зі зростанням потужності процесорів, поступово стала відмирати шина ISA, на якій працювали всі попередні звукові карти, багато виробників перемкнулися на випуск карти для шини PCI. В 1998 році компанія Creative знову робить широкий крок у розвитку звуку й випуском карти Sound Blaster Live!  на аудіопроцесорі EMU10K, установлює новий стандарт для IBM PC, що залишається, в удосконаленому вигляді, й донині.

## Різновиди звукових плат
У наш час звукові карти бувають вбудованими в материнську плату (інтегровані звукові карти), як окремі плати розширення і як зовнішні пристрої.
Інтегровані плати вбудовуються в материнську плату комп'ютера, при цьому усі входи і виходи і кодеки припаяні до материнської плати, а обробку бере на себе центральний процесор.
Плати розширення встановлюються у роз'єм шини PCI, як правило вони відтворюють звук якісніше ніж інтегровані, проте для професійної роботи їх можливості обмежені.
Зовнішні звукові плати виникли з потребою надійного екранування сигналу від сторонніх перешкод, до того ж професійні плати мають велику кількість роз'ємів, розрахованих на підключення професійних студійних пристроїв. Зовнішні плати підключають через інтерфейси USB або FireWire, причому останній більшої пропускної здатності інтерфейсу.

## Будова звукової карти

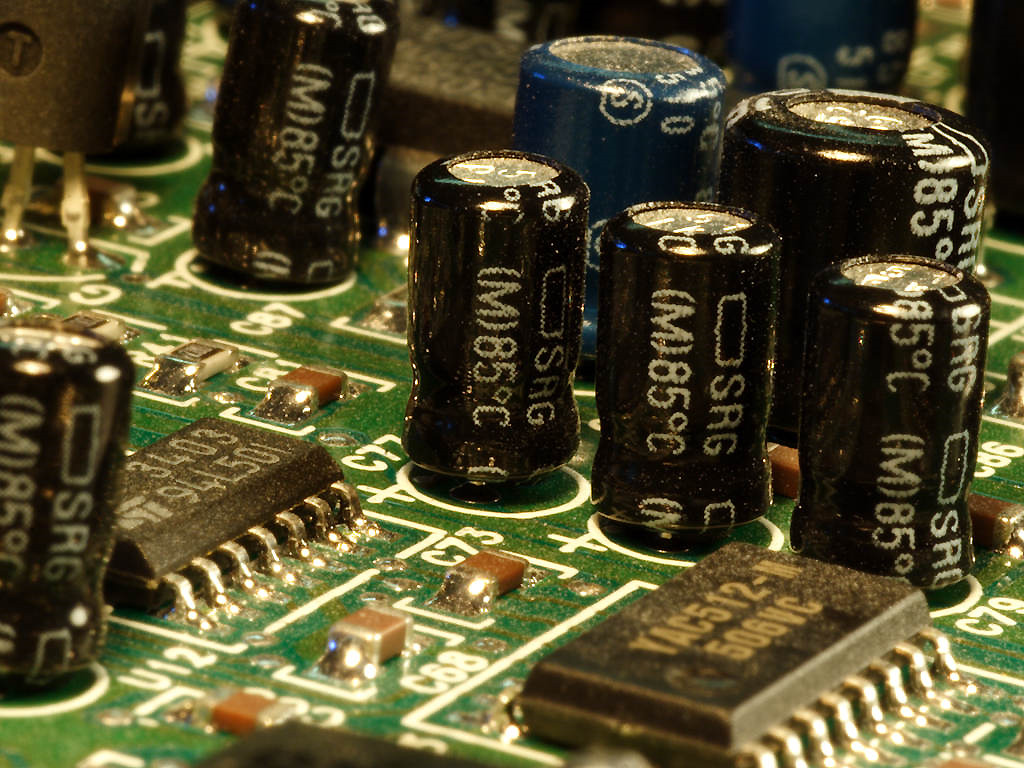
Звукова карта PCB великим планом, показано конденсатори, резистори та YAC512 двоканальний 16-бітний ЦАП

Типова звукова карта включає звукову мікросхему, що містить цифро-аналоговий перетворювач, який конвертує записаний або згенерований цифровий звук в аналоговий формат. Вихідний сигнал поступає на підсилювач, навушники або зовнішній пристрій, використовуючи стандартні роз'єми, звичайно TRS або RCA. Якщо кількість чи розміри роз'ємів завеликі для задньої панелі комп'ютера, вони можуть бути винесені окремо. Більш просунуті звукові карти містять декілька мікросхем для досягнення вищої якості або поліпшення виконання різних операцій одночасно, наприклад для запису музики в реальному часі важливо, щоб синтез звуків відбувався з мінімальною затримкою процесора.
Відтворення звуку звичайно здійснюється за допомогою багатоканальних ЦАП, що підтримують одночасне відтворення звуків різної висоти й гучності, а також звукові ефекти в реальному часі. Багатоканальне відтворення звуку також використовується для синтезу звуку за допомогою цифрових банків інструментів (англ. Wavetable), що займає невелику кількість постійної або флеш-пам'яті і містить звукові семпли MIDI-інструментів. Інший шлях синтезу звуків полягає у використанні «аудіо-кодеків», цей шлях вимагає відповідного програмного забезпечення, сумісності з MIDI, та багатоканальної емуляції.

### Звукові канали та поліфонія

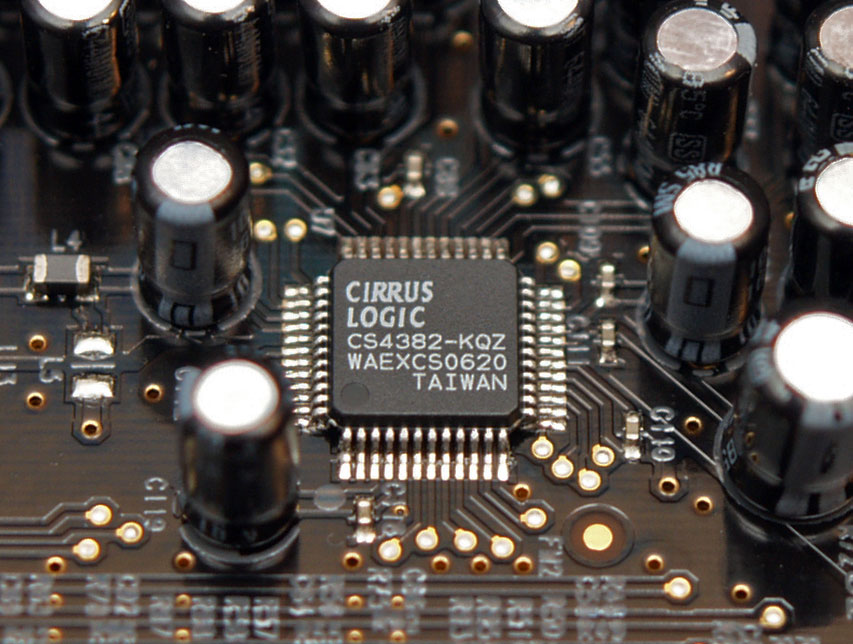
8-канальний ЦАП Cirrus Logic CS4382 заснований на базі Sound Blaster X-Fi Fatal1ty

Важливою характеристикою звукової плати є поліфо́нія, що означає можливість одночасного і незалежного відтворення принаймні кількох звуків, та кількість незалежних звукових каналів. Останнє означає кількість електричних аудіо-виходів, відсилаючи до конфігурації динаміків (наприклад таких 2.0 (стерео), 2.1 (стерео і саб-вуфер), 5.1 тощо). Іноді (напр. в MIDI-технологіях) обидва англійські терміни — «voices» («англ. голоси») та «channels» («англ. канали») означають глибину поліфо́нії.

## Зовнішній інтерфейс
Більшість звукових карт мають роз'єми для вхідних (input) та вихідних (output) сигналів. Нерідко звукові карти оснащуються двома вхідними роз'ємами. Один з них, line-in, призначений для підключення пристроїв високого рівню сигналу, таких як, наприклад магнітофон. Цифрова карта оцифровує цей сигнал і зберігає на жорсткому диску комп'ютера (пізніше збережений сигнал можна обробляти). Інший вхідний роз'єм, microphone, призначений для підключення мікрофону або подібного пристрою низького рівня сигналу. Професійні звукові плати оснащуються кількома вхідними роз'ємами, що дозволяє здійснювати багатоканальний запис звуку.
Крім того, звукові карти містять так званий «ігровий порт», початково призначений для підключення джойстиків, проте пізніше він знайшов своє призначення для підключення MIDI-клавіатур, цифровий вихід S/PDIF та інші роз'єми. При цьому кожне з гнізд роз'ємів маркують певним кольором згідно з такою таблицею:
| Колір | Колір          | Функція                                                                                                  |
| ----- | -------------- | --- |
|       | рожевий        | Аналоговий вхід для мікрофону.                                                                           |
|       | блакитний      | Аналоговий вхід line-in                                                                                  |
|       | світло-зелений | Аналоговий вихід для динаміків або навушників, у системах об'ємного звуку — вихід для передніх динаміків |
|       | чорний         | Аналоговий вихід для тильних динаміків.                                                                  |
|       | помаранчевий   | Цифровий вихід (S/PDIF), іноді аналоговий вихід для центральних або низькочастотних динаміків.           |